# Moisès Ferrando
Moisès Ferrando Montpeó (Reus, 1892 - Argentina, segle xx) va ser un pedagog català.
Fill de Joan Ferrando Ferran, pagès de Vila-seca i de Maria Montpeó Trill, de les Borges del Camp, va fer la carrera de mestre a l'Escola Normal de Tarragona i va exercir a diversos pobles del Camp de Tarragona. Encara jove, marxà a l'Argentina, on va er director de diverses escoles públiques i en va fundar algunes de privades. Defensava en aquell país, publicant fullets contra propagandes sectàries, un catolicisme integrista, i polemitzava amb les postures crítiques a la religió catòlica. Va tornar a Reus, on va ser sagristà de l'església de sant Pere. L'any 1922 va fundar la revista El Amigo (1922-1924), de caràcter catòlic conservador dirigida a la joventut. El 1936, abans d'iniciar-se la guerra civil, va tornar a embarcar cap a l'Argentina, on va morir en data desconeguda.